# Berninamassief
Het Berninamassief (of de Bernina-Alpen) is een berggroep in de Zwitsers-Italiaanse Westelijke Rätische Alpen. Het massief ligt ten zuidoosten van het Engadin en ten noorden van het Valtellina. In het westen wordt de groep begrensd door vallei van de Mera en in het oosten door de Berninapas. Ten oosten van de Berninapas bevinden zich de Livigno Alpen.
De bergen ten westen van de Murettopas worden aangeduid als de Bregagliaketen. Volgens de internationale SOISUA-indeling en de Duitse AVE-indeling maakt deze Bregagliaketen deel uit van het grotere Berninamassief.
De hoogste top van het massief is de 4049 meter hoge Piz Bernina, de enige berg van de groep die de 4000 meter overschrijdt, tevens de meest oostelijke vierduizender van de Alpen en het hoogste punt van de Oostelijke Alpen. De tweede top, de Piz Zupò (3996 m) blijft net vier meter onder deze magische grens.
Het Berninamassief is sterk vergletsjerd. Er bevinden zich enkele van de grootste ijsmassa's van de Oostelijke Alpen zoals de Morteratsch-, Pers- en Scersengletsjers.

## Bergtoppen boven de 3500 meter
- Piz Bernina, 4049 m
- Piz Zupò, 3996 m
- Piz Scerscen, 3971 m
- Piz Argient, 3945 m
- Piz Roseg, 3937 m
- Bellavista, 3922 m
- Piz Palù, 3901 m
- Crast' Agüzza, 3854 m
- Piz Morteratsch, 3751 m
- Monte Disgrazia, 3 678 m
- Piz Cambrena, 3603 m
- Piz Glüschaint, 3594 m
- Piz Tschierva, 3546 m
- Piz Cengalo, 3369 m
- Piz Badile, 3308 m